# Saccocirrus heterochaetus
Saccocirrus heterochaetus is een borstelworm uit de familie Saccocirridae. Het lichaam van de worm bestaat uit een kop, een cilindrisch, gesegmenteerd lichaam en een staartstukje. De kop bestaat uit een prostomium (gedeelte voor de mondopening) en een peristomium (gedeelte rond de mond) en draagt gepaarde aanhangsels (palpen, antennen en cirri).
Saccocirrus heterochaetus werd in 1975 voor het eerst wetenschappelijk beschreven door Jouin.